# ツーリズムEXPOジャパン
ツーリズムEXPOジャパン（ツーリズムエキスポジャパン）は、日本観光振興協会、日本旅行業協会（JATA）が主催し、開催している催し物。

## 概要
1977年から始まったJATA旅博と、1995年から始まった公益社団法人日本観光振興協会が主催していた旅フェアの２つの展示会が2014年から統合し、新たにツーリズムEXPOジャパンと改称された。国内でも有数の規模を誇る旅行業界の見本市となる予定。業界日と一般消費者向け開放日と分けて開催している。

### JATA旅博
JATA旅博（ジャタたびはく）は、1977年から隔年に行われていた旅行商談展示会の2011年からの一般消費者向け名称。2001年は「旅フェスタ」、2003年からはJATA世界旅行博と呼称し毎年開催してきた。2011年については、JATA（日本旅行業協会）が当イベントの企画・運営業務について競争入札を行い、委託会社を決定。この決定により名称を「JATA旅博」と変えて東京ビッグサイトにて開催している。
2001年から始まった一般消費者向けの入場開放は、2001年9月11日のアメリカ同時多発テロ事件による深刻な旅行需要の落ち込みに対して、喚起策として始まった。2003年以降、現在も世界130カ国・地域の観光局、宿泊・輸送機関など旅行・観光機関・団体や関連企業なども参画する国内最大、アジア最大級の旅行イベントしてJATA（日本旅行業協会）内の業界代表者で構成された大会実行委員会が主催し、業界日と一般消費者向け開放日と分けて開催している。
「旅博」は関西国際空港株式会社の登録商標。（商標登録番号・第5387275号）
以前よりも出展団体が減少したためなのか2014年から、旅フェアと統合し、新たにツーリズムEXPOジャパンと改称された。

### 旅フェア
旅フェアは1995年から始まった国内最大級の観光総合見本市で、毎年国内を中心とした150を越える地域・企業・団体が参加し、会場で各地域の最新観光情報を提供し、来場者に国内観光の魅力を発信する場となっていた。2011年は東日本大震災で中止となった。
旅フェアでは2012年より、毎年1月の「ふるさと祭り東京 〜日本のまつり・故郷の味〜」内で開催される「全国ご当地どんぶり選手権」の予選会を行ってきたが、2014年からはツーリズムEXPOジャパンのイベントとして引き続き開催されることになった。

## 開催状況
開催地表記のないものはすべて東京で開催。
1977年 日本国際観光会議・トラベルトレードショー
- 開催日:11月28日(月)～30日(水)
- 参加国・地域数：53

1979年 日本国際観光会議・トラベルトレードショー
- 開催日:11月26日(月)～29日(木)
- 参加国・地域数：61

1981年 日本国際観光会議・トラベルトレードショー
- 開催日:12月1日(火)～4日(金)
- 参加国・地域数：29

1983年 日本国際観光会議・トラベルトレードショー
- 開催日:11月28日(月)～12月1日(木)
- 参加国・地域数：32

- 開催日:12月3日(土)、4日（日）、大阪
- 参加国・地域数：22

1985年 日本国際観光会議・トラベルトレードショー
- 開催日:11月25日(月)～28日(木)
- 参加国・地域数：40

1987年 日本国際観光会議・トラベルトレードショー
- 開催日:11月30日(月)～12月3日(木)
- 参加国・地域数：46

1989年 日本国際観光会議・トラベルトレードショー
- 開催日:11月27日(月)～30日(木)
- 参加国・地域数：62

1991年 日本国際観光会議・トラベルトレードショー
- 開催日:11月25日(月)～28日(木)
- 参加国・地域数：85

1993年 日本国際観光会議・トラベルトレードショー
- 開催日:11月29日(月)～12月2日(木)
- 参加国・地域数：80

1995年 日本国際観光会議・トラベルトレードショー
- 開催日:11月30日(木)～12月3日(日) 、大阪(関西国際空港の開港を記念し大阪にて開催)
- 参加国・地域数：76

1997年 日本国際観光会議・トラベルトレードショー
- 開催日:11月25日(火)～28日(金)
- 参加国・地域数：70

1999年 日本国際観光会議・トラベルトレードショー
- 開催日:11月30日(火)～12月3日(金)
- 参加国・地域数：75

2001年 JATA2001国際観光会議＆トラベマート
- 展示会会期:12月1日(水)～12月3日(金)（3日のみ一般消費者にも開放。「愛称：旅フェスタ」）
- 参加国・地域数：89

2003年 JATA国際観光会議・世界旅行博
- 展示会会期:10月3日(金)～5日(日)、横浜（3日のみ業界日で、以後は開催初日を業界日としている。）
- 参加国・地域数：94

2004年 JATA国際観光会議・世界旅行博
- 展示会会期:9月24日(金)～26日(日)
- 参加国・地域数：108

2005年 JATA国際観光会議・世界旅行博

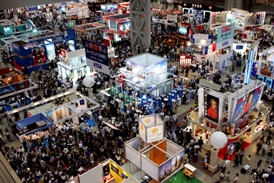
JATA世界旅行博2006俯瞰

- 展示会会期:9月22日(木)～24日(土)
- 参加国・地域数：117

2006年 JATA国際観光会議・世界旅行博
- 展示会会期:9月22日(金)～24日(日)
- 参加国・地域数：131

2007年 JATA国際観光会議・世界旅行博
- 展示会会期:9月14日(金)～16日(日)
- 参加国・地域数：134

2008年 JATA国際観光会議・世界旅行博
- 展示会会期:9月14日(金)～16日(日)
- 参加国・地域数：136

2009年 JATA国際観光会議・世界旅行博
- 展示会会期:9月19日（金）～21日(日)
- 参加国・地域数：151

2010年 JATA国際観光会議・世界旅行博
- 展示会会期:9月24日(金)～26日(日)
- 参加国・地域数：139

2011年 JATA国際観光フォーラム・旅博
- 展示会会期:9月30日(金）～10月2日(日）
- 参加国・地域数：144

2012年 JATA旅博2012
- 展示会会期:9月21日(金）～9月23日(日）
- 参加国・地域数：156

2013年 JATA旅博2013
- 展示会会期:9月12日（木）～15日（土）（12・13日は業界日）
- 参加国・地域数：160

2014年 ツーリズムEXPOジャパン2014
- 展示会会期:9月25日(木）～9月28日(日）（25・28日は業界日）
- 参加国・地域数：151

2015年 ツーリズムEXPOジャパン2015
- 展示会会期:9月24日(木）～9月27日(日）（24・25日は業界日）
- 参加国・地域数：141

2016年 ツーリズムEXPOジャパン2016
- 展示会会期:9月22日(木）～9月25日(日）（22・23日は業界日）
- 参加国・地域数：約160

2017年 ツーリズムEXPOジャパン2017
- 展示会会期:9月21日(木）～9月24日(日）（21・22日は業界日）
- 参加国・地域数：130

2018年 ツーリズムEXPOジャパン2018
- 展示会会期:9月20日(木）～9月23日(日）（20・21日は業界日）
- 参加国・地域数：不明

2019年 ツーリズムEXPOジャパン2019
- 展示会会期:10月24日(木）～10月27日(日）（24・25日は業界日）、インテックス大阪
- 参加国・地域数：不明
- 今年度より開催地が地方にて開催される。

2020年 ツーリズムEXPOジャパン2020 沖縄リゾート展 沖縄リゾート展（2019新型コロナウイルスの影響で名称変更：ツーリズムEXPOジャパン2020　旅の祭典in沖縄）
- 展示会会期:10月29日(木）～11月1日(日）予定（29日・30日は業界日）、沖縄コンベンションセンター
- 参加国・地域数：不明
- 一般入場は無料。

2020年 TEJ東京商談会/トラベルフェスタ （中止）
- 展示会会期:2021年1月7日(木）～1月9日(土）予定 （7日は業界日）（[2019新型コロナウイルスの影響で当初予定の2020年9月10日(木）～9月12日(土)から延期したものの2021年1月4日に中止が発表された。）
- 参加国・地域数：不明
- 一般入場は無料。

2021年 ツーリズムEXPOジャパン2021（中止）
- 展示会会期:11月25日(木）～11月28日(日） 予定（25・26日は業界日）、インテックス大阪[2]
- 参加国・地域数：不明

2022年 ツーリズムEXPOジャパン2022
- 展示会会期:9月22日(木）～9月25日(日） 予定（22・23日は業界日）[3]
- 参加国・地域数：不明

2023年 ツーリズムEXPOジャパン2023
- 展示会会期:未定、インテックス大阪 [3]
- 参加国・地域数：不明

## 会場
- 東京ビッグサイト
- インテックス大阪
- Aichi Sky Expo
- 沖縄コンベンションセンター